# Kostel Nejsvětější Trojice (Chlumec nad Cidlinou)
Kostel Nejsvětější Trojice je situován na vyvýšené terase jihovýchodně od návrší, na kterém stojí zámek Karlova Koruna. Kostel je nejstarší dochovanou stavební památkou v Chlumci nad Cidlinou. Jeho vyobrazení je také součástí městského znaku.

## Historie
První písemná zmínka o kostele pochází z roku 1359, sondami byly ale zjištěny románské základy kostela. V soukromé knize chlumeckého měšťana Dárka je uvedeno: „R. 1734 vykopán byl na zdi kostela sv. Trojice kámen a dle nápisu na něm uplynulo od zbudování tohoto kostela 600 let a několik měsícův.“ To by ukazovalo na založení kostela v roce 1134, tedy již za panování Soběslava I.
Do roku 1544 byl farním kostelem, poté – po výstavbě kostela sv. Voršily – už sloužil jen jako kostel hřbitovní. Roku 1556 se uskutečnila pozemkové směna mezi obcí a měšťanem Janem Macurou: Macura přenechal svoji zahradu, která s kostelem sousedila, obci na rozšíření hřbitova, a na oplátku dostal „jedno jitro louky a nějaký kousek obecní za lukami rychtářskými“ k dědičnému užívání. Tehdy nabyl hřbitov asi té velikosti a rozsahu, jaké měl až do svého zrušení v roce 1904, kdy byl přeměněn v park.
Jediným pozůstatkem bývalého hřbitova je Zubatovská hrobka (též Zubatovské kaple) vybudovaná v letech 1836–1842 J. Wunderlichem. Jedná se o empírovou hrobku chlumeckého poštmistra Aloise Zubatého. Krypta hrobky sloužila k pohřbům chlumeckých děkanů, mimo jiné zde byl pochován děkan Alois Velich (1774–1853) a mecenáš Boženy Němcové Josef Šafránek (1806–1880). Hrobka byla opravována v letech 1870 a poté 1970. V roce 2014 provedla celkovou rekonstrukci objektu v hodnotě cca 680 000 Kč společnost Stavoka Kosice. Od roku 1964 je kostel i s kaplí kulturní památkou.

## Architektura
Současná podoba kostela pochází pravděpodobně z doby po husitských válkách. Jedná se o jednolodní stavbu uzavřenou trojbokým presbytářem, západní příčná loď byla přistavěna až v 19. století. Z této doby také pochází dřevěná věž (tzv. sanktusník). Valbová střecha s příčným sedlem kruchty opatřeným z obou stran štíty je kryta břidlicí, obedněný čtyřboký sanktusník plechovou jehlancovou střechu s trojúhelnými štítky na všech čtyřech stranách, zakončenou makovicí s plechovou korouhví tvaru kohouta. Na vnějších stěnách jsou cenné renesanční náhrobky ze 16. století a okolo presbytáře empírové pomníky ze Suchardovy dílny pocházející z doby kolem roku 1800.
Zubatovská hrobka je empírová stavba s dórským portikem, mohutným kladím a tympanonem s božím okem.

## Interiér
V lodi kostela i v presbytáři je dřevěný trámový strop. Na oltářním obraze kostela je zachycena podoba původního chlumeckého vodního hradu. Barokní kruchta pochází ze 17. století. V podkroví odpočívá bohatě profilovaná rakev z josefínské doby, která se při epidemiích během pohřbů vracela od hrobu zpět k dalšímu použití.
V interiéru Zubatovské hrobky je obraz Vzkříšení od J. Hellicha z roku 1838.

## Aktivity
Kostel je po většinu roku uzavřen. Bohoslužby se zde konají pouze v letním období (v roce 2018 od května do října), a to v úterý od 18.00. V adventním čase se v kostele pořádá výstava Čekání na Vánoce.

## Městský znak

Ve znaku města Chlumce nad Cidlinou je údajně zjednodušené zobrazení tohoto kostela. Spíše se ale jedná o původní, historickou podobu kostela.
Děkan Karel Khun ve své publikaci z roku 1932 uvádí, že ve znaku lze vidět: „V modrém poli kostel stříbrné barvy se třemi okny, cihlovou střechou, stříbrnou vížkou též s cihlovou stříškou, na jejímž nejvyšším bodě jest kulička se zlatým křížem.“ Tento popis se v několika detailech liší od současné podoby znaku a zdá se tedy, že znak v průběhu 20. století prošel drobnou proměnou.
Městský znak údajně Chlumeckým daroval Ota IV. z Bergova.

## Galerie

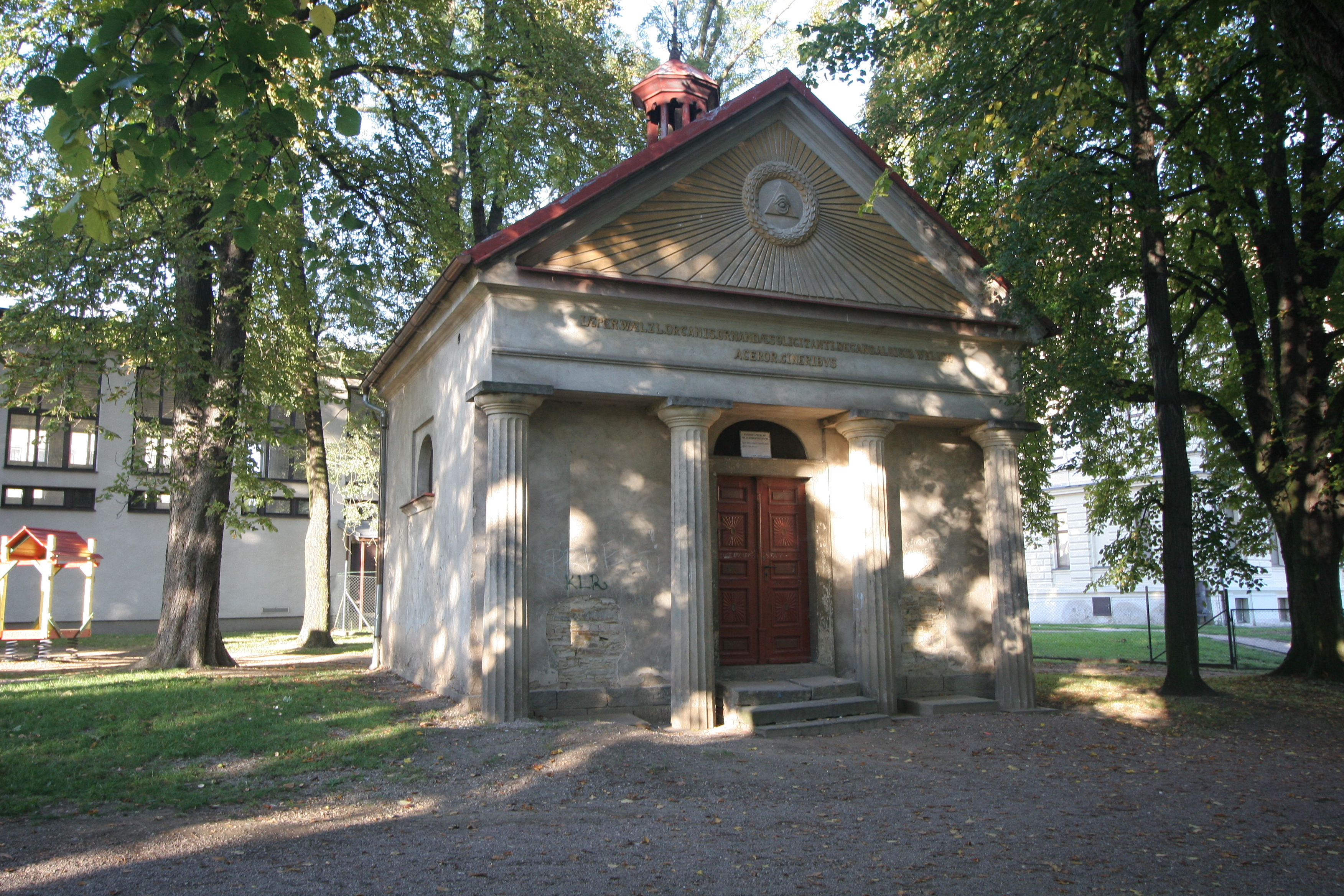
Zubatovská hrobka
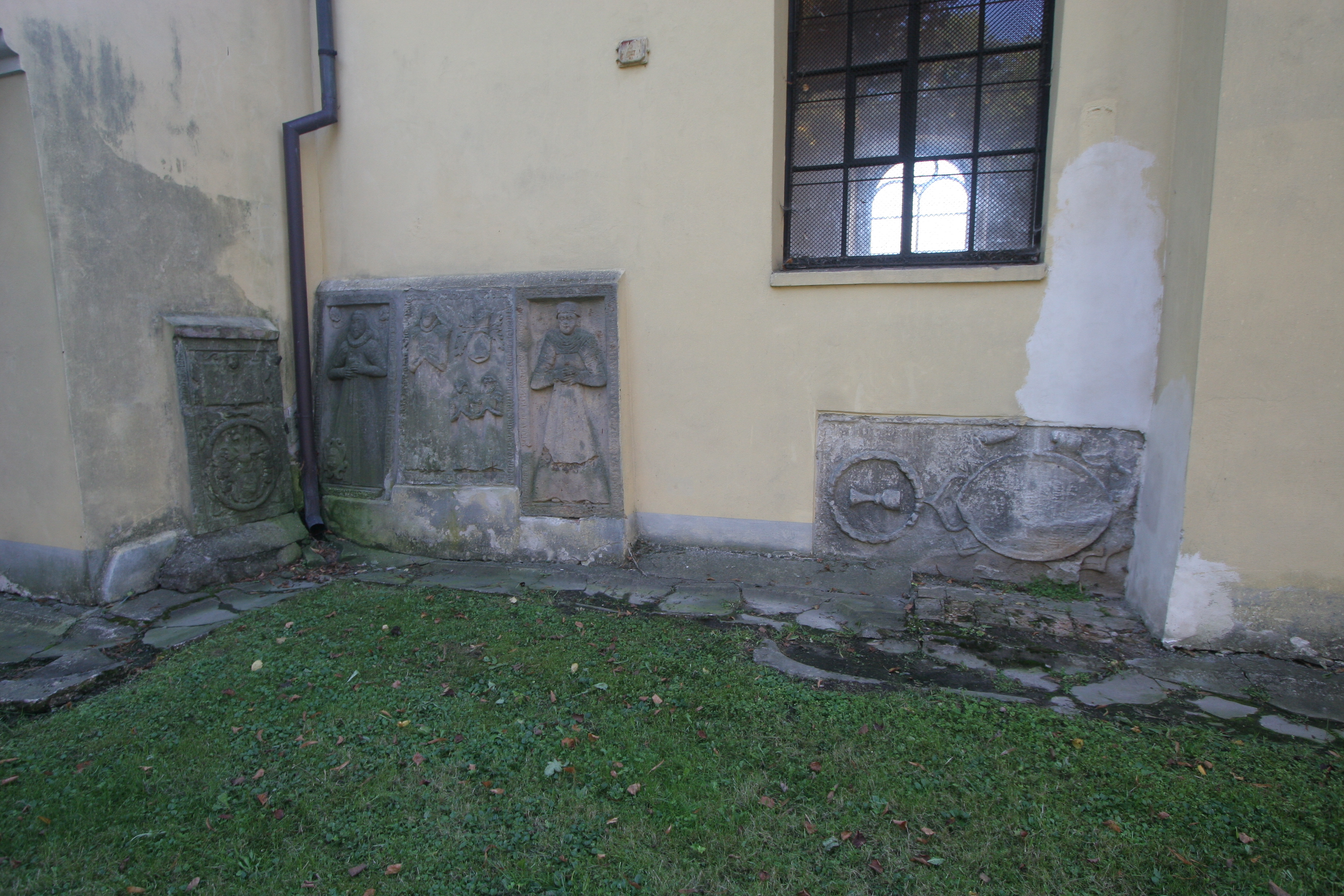
Náhrobní kameny u kostela
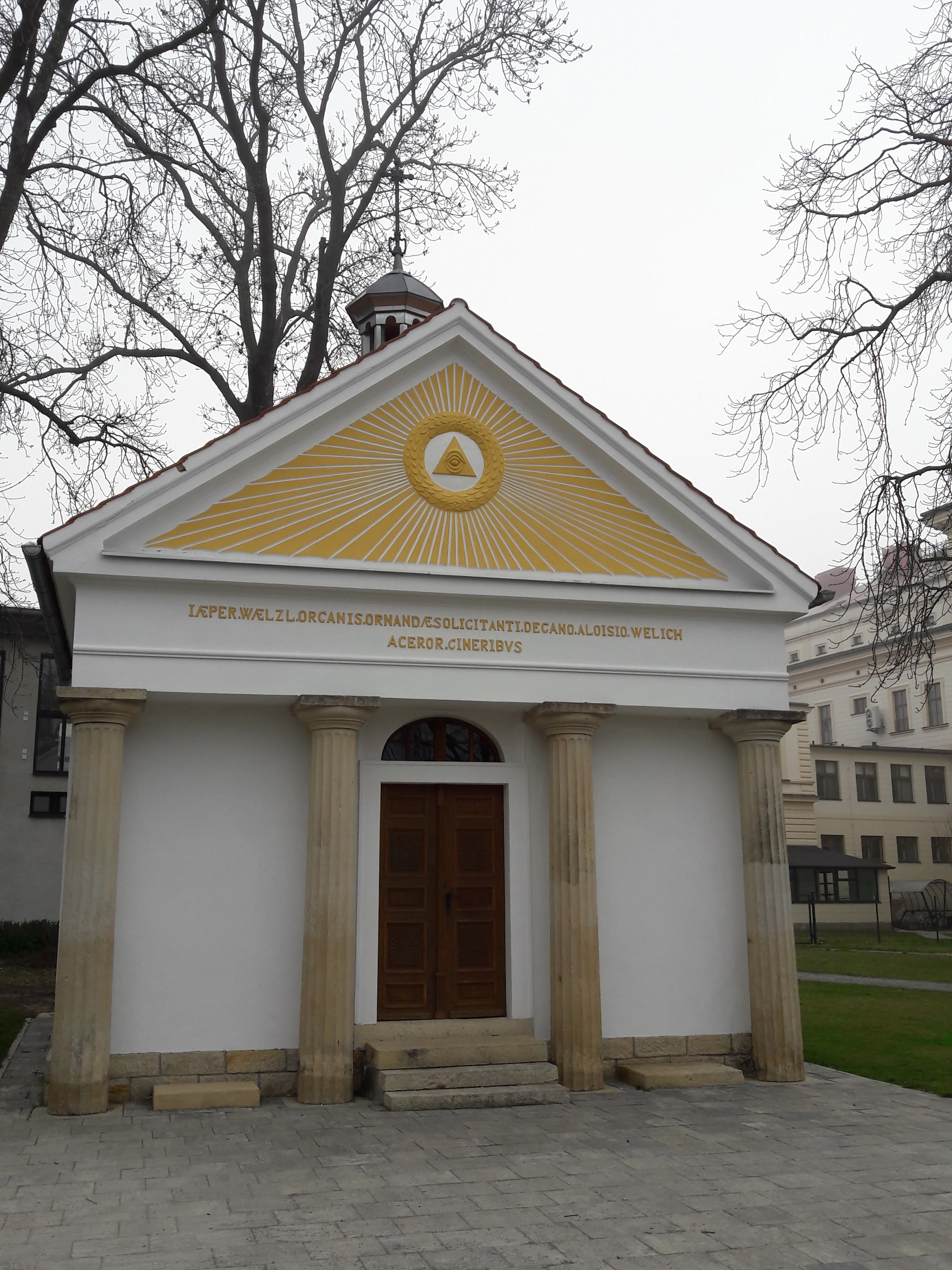
Zubatovská hrobka po celkové rekonstrukci v roce 2014